# Herrstein
Herrstein település Németországban, Rajna-vidék-Pfalz tartományban. Lakosainak száma 760 fő (2023. december 31.).

## Népesség
A település népességének változása:
| Lakosok száma | 763  | 825  | 806  | 799  | 793  | 760  |
|               | 1975 | 2017 | 2019 | 2021 | 2022 | 2023 |